# Кульбаба лікарська
Кульба́ба ліка́рська, Кульба́ба звича́йна (Taraxacum officinale F.H.Wigg., Taraxacum vulgare Schrank., Taraxacum almaatense Schischk., Taraxacum retroflexum Lindb., Taraxacum campylodes G.E.Haglund) — багаторічна трав'яниста рослина роду кульбаба родини айстрових (Asteraceae).

## Синоніми
В українській мові кульбаба відома під понад двома десятками синонімів: баранки, бабка, бабки, вовчий зуб, гуменце, купава, пустодуй, солдатики, літючки, летючки, бабакуля, падиволос, плішивець, дикий молочай (молочій), молочник, подойнички, чичик, чічак, чічик, малайниця, мелайниця, маївка, пухлянки, пушки.

## Етимологія
Українське «кульбаба» утворене, певно, від ранішої форми *кульбава (що змінило вимову внаслідок асиміляції «в»), похідної від прасл. *kulьbava květka («квітка, здатна до загинання, округлості»). Прикметник *kulьbava (чоловічий рід *kulьbavъ) — від дієслова *kuliti («гнути», пор. «кулитись»). З того ж кореня й кульбастий («горбатий», «загнутий»). Назва пов'язана з тим, що обірване стебло кульбаби, коли діти беруть його ротом («Кульбабо, розвернися!»), розривається на кінці на 3—4 частини, що загинаються у боки.
Латинська назва taraxacum виникла внаслідок латинізації арабської (tharakhchakon) або перської (talkh chakok) назви іншого складноцвіту. Біномінальна назва Taraxacum officinale означає «Кульбаба заспокійлива».

## Морфологія

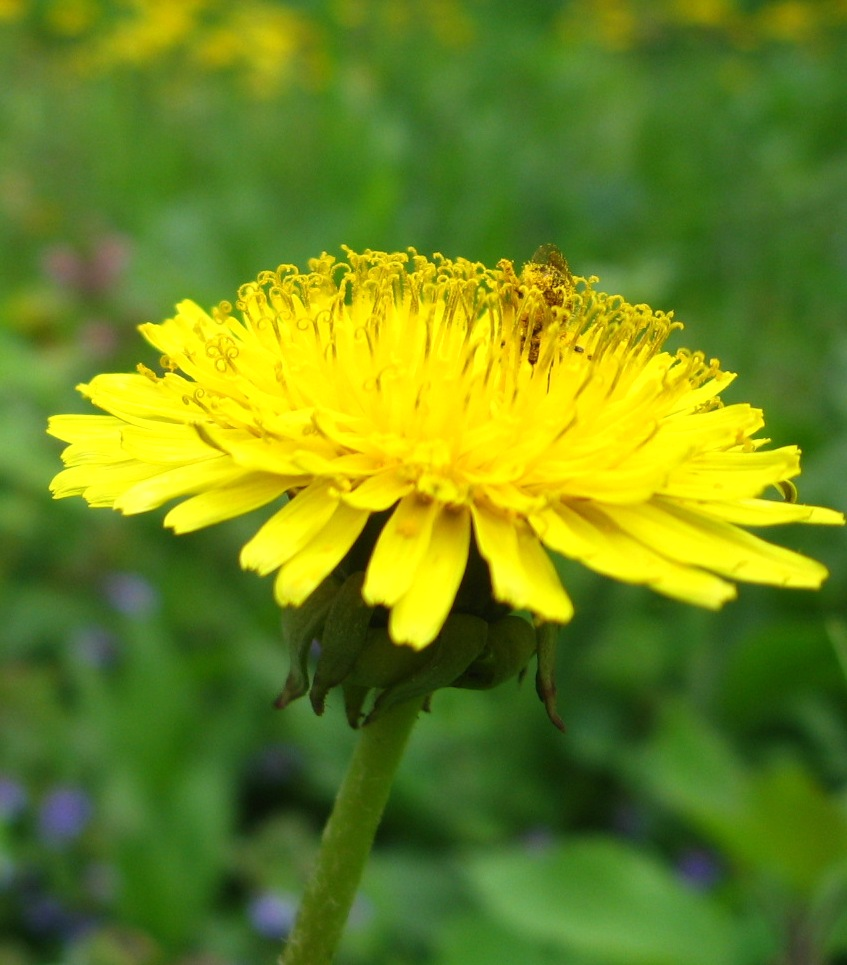
Суцвіття кульбаби лікарської

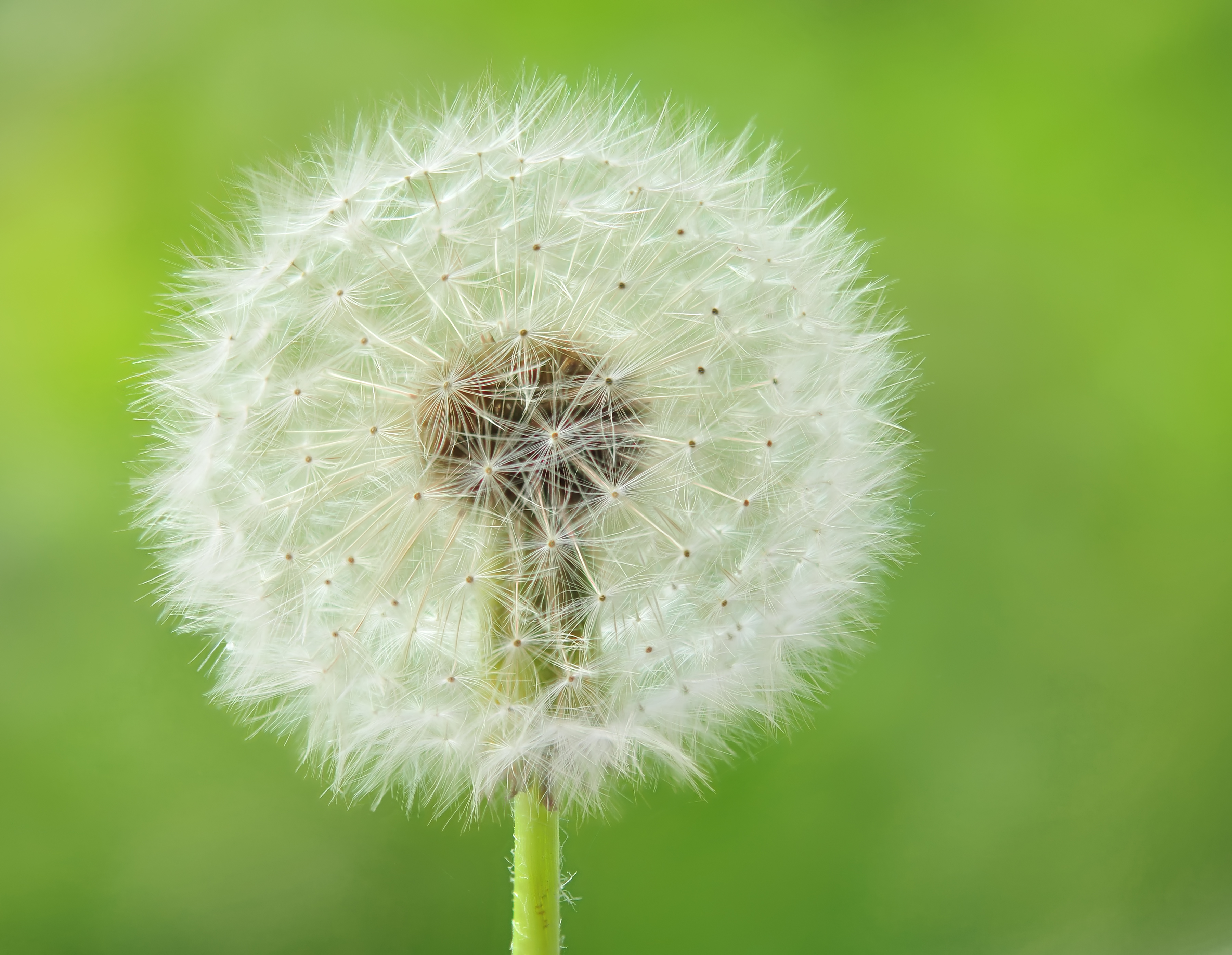
Плід кульбаби

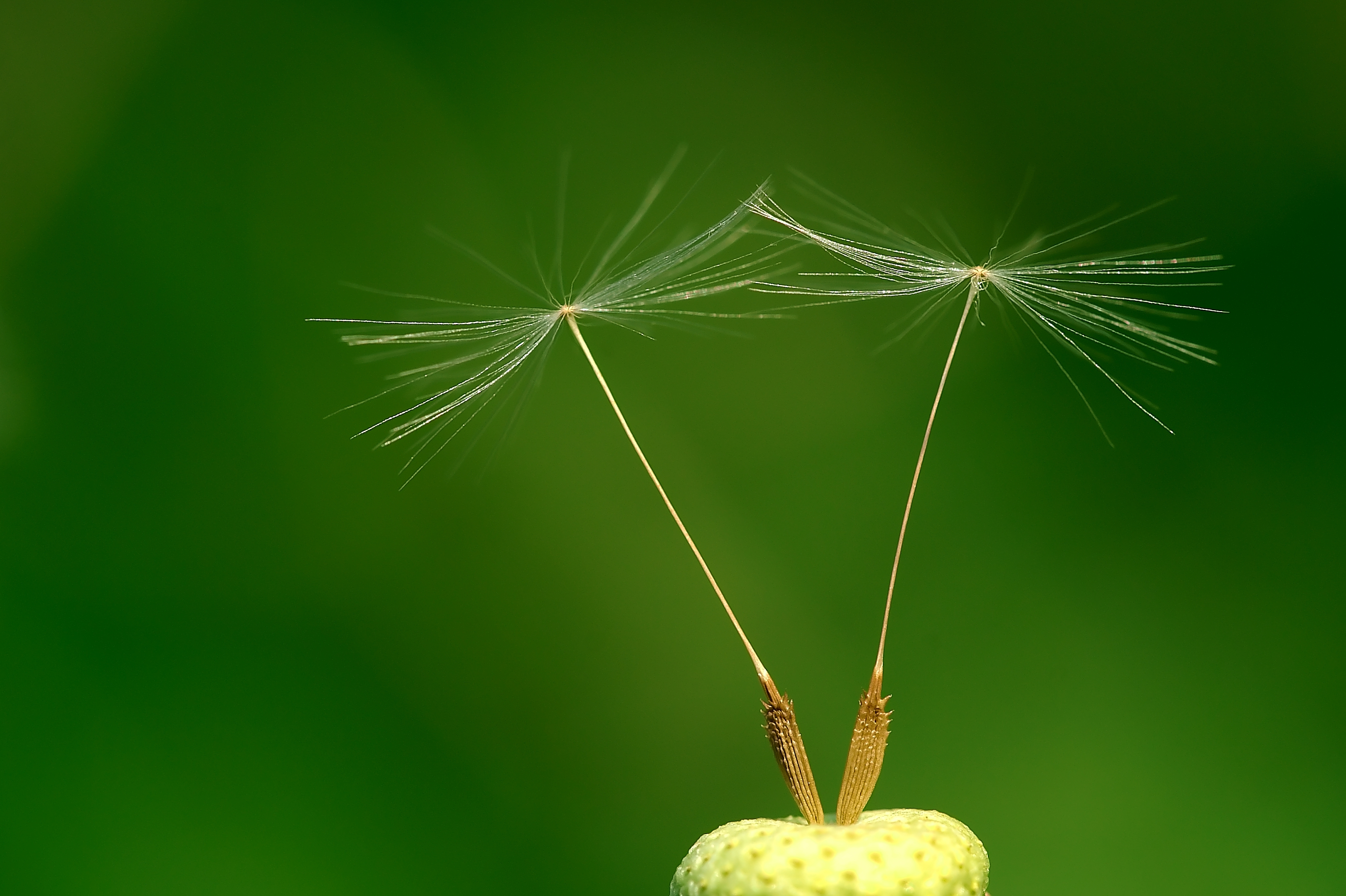
Насінинки з чубком

Рослина заввишки 10—40 см з довгим стрижневим, гіллястим коренем. Головний корінь відносно товстий, зазвичай вертикальний, малогіллястий. Корені, розрізані на шматочки навіть у півсантиметра, дають листочки і потім цілі рослинки.
Стебла квіток безлисті, порожнисті, зверху павутинясті, закінчуються поодинокими кошиками.
Листки (до 20 см завдовжки) у прикореневій розетці, численні, притиснуті до ґрунту або висхідні, зісподу опушені або голі, стругоподібні, перистолопатеві або перистороздільні з широкотрикутними вниз спрямованими частками, часто з рожевою середньою жилкою. Кошики великі (20-25 мм завдовжки, 7—10 мм заввишки) з дзвоникуватою багаторядною обгорткою, зовнішні листочки якої відігнуті донизу. Жолобки на листках збирають вологу і направляють її струмками до кореня.
Квітколоже голе, усі квітки язичкові, яскраво-жовті або світло-жовті, рідко червонуваті. Тичинок п'ять, маточка одна, стовпчик один з дволопатевою приймочкою, зав'язь нижня.

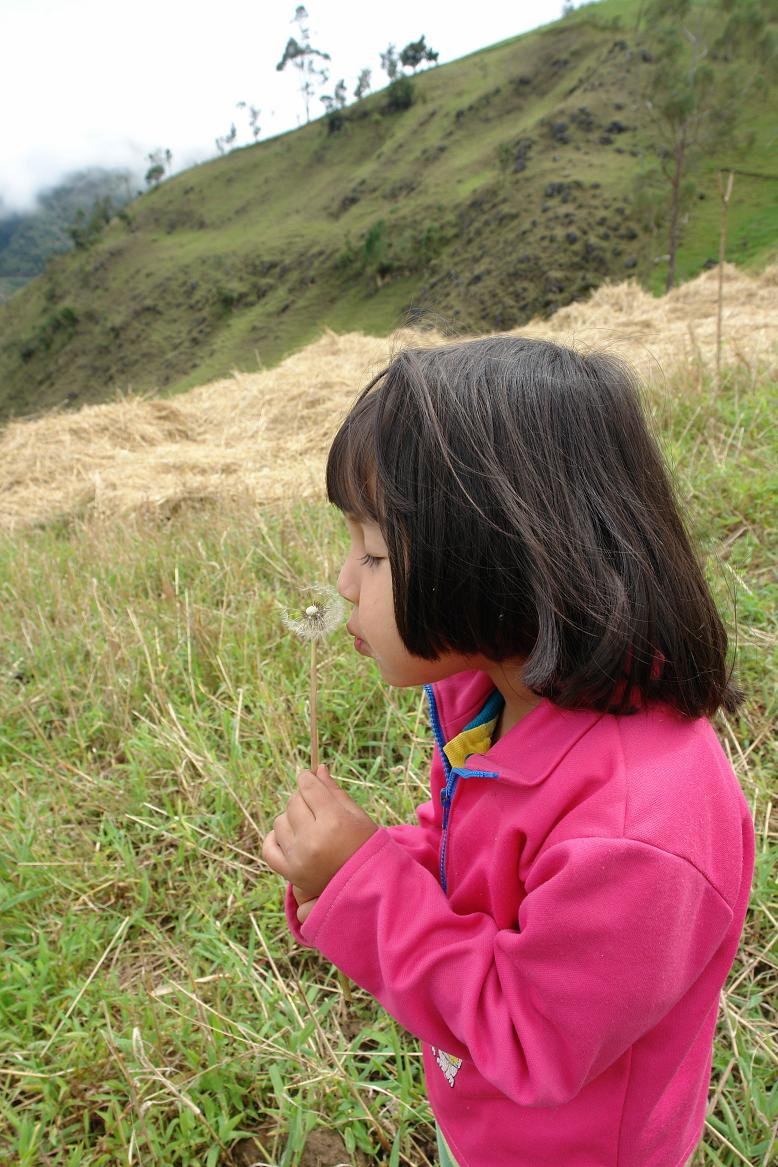
Варто лише дмухнути — і вони полетять…

Жовта головка кульбаби — не окрема квітка, а цілий «кошик» з квітами: кожна квітка має вигляд трубочки з п'ятьма зрощеними пелюстками, з прирослими до них п'ятьма тичинками, бічні квітки мають пелюстки, які виросли в довгі язички.
Суцвіття-кошики закриваються в другу половину дня і у вологу погоду, оберігаючи пилок від намокання. У ясну погоду кошики відкриваються о шостій годині ранку і закриваються о третій годині дня. За суцвіттям кульбаби можна дізнаватися час.
Плід — світла веретеноподібна циліндрична сім'янка (до 3 мм завдовжки), зверху гострозубчаста, з багаторядним білуватим чубком.
Квітне у травні-липні; сім'янки дозрівають приблизно через місяць після початку цвітіння. Нерідко спостерігається повторне цвітіння та плодоношення протягом усього літа.
У кульбаби велика здатність розповсюджуватися. Дозрівши плоди-сім'янки розправляють зверху парасолькою білі волоски, як парашут, і летять за вітром у різні сторони. Один кошик квіток дає до двохсот насінин, а вся рослина — до трьох тисяч І якщо кожна кульбаба займає площу в 20 квадратних сантиметрів, то до десятого покоління, якби всі рослини виживали, знадобилася б площа в п'ятнадцять разів більша, ніж поверхня земної кулі. Але не з усіх насінин виростають кульбаби, більшість їх гине.

## Місця поширення. Розповсюдження

Кульбаба лікарська — дуже поліморфний вид, який має численні апоміктичні форми. Деякі дослідники розглядають їх як самостійні види. Однак всі вони при заготівлі не відрізняються і використовуються в медицині нарівні з типовою формою.
Кульбаба лікарська росте в зріджених мішаних і листяних лісах, як бур'ян на лісокультурних площах, у розсадниках, парках і лісопарках, трапляється на пустирях, поблизу жител, доріг, по узліссях. Мешкає зазвичай в місцях з порушеною природною рослинністю, на слабозадернених ґрунтах, особливо поблизу житла. У цих умовах вона нерідко утворює значні за площею зарості. На порушених розорюванням і випасом лугах кульбаба не дуже рясна.
Тіньовитривала рослина. Поширена всією Україною, особливо у лісостепових районах. Промислова заготівля можлива у Хмельницькій, Вінницькій, Київській, Черкаській, Полтавській, Сумській , Харківській і Львівській областях. Запаси сировини значні.

## Близькі види

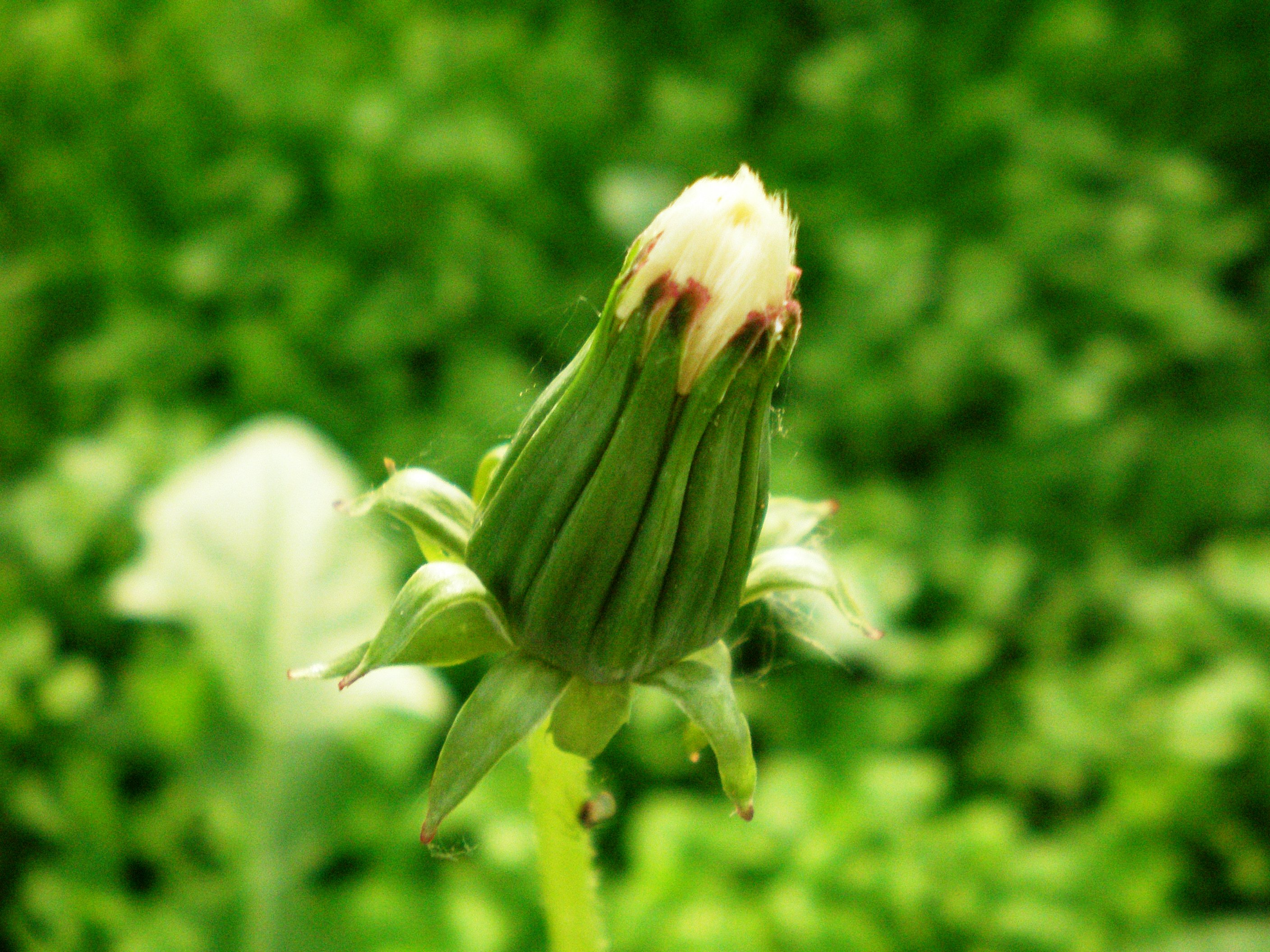
Суцвіття-кошичок з дозрілим насінням

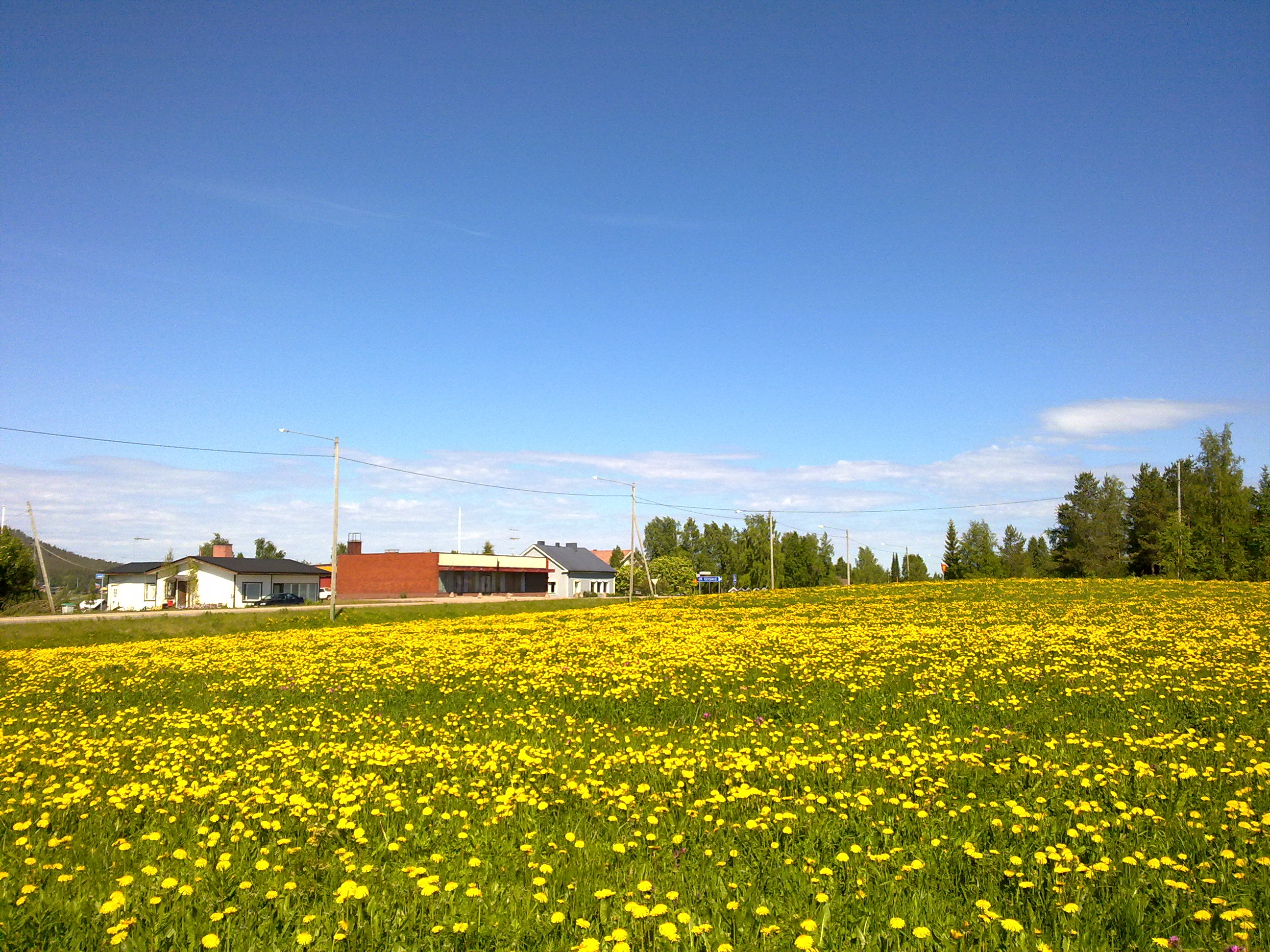
Загальний вид квітучих рослин

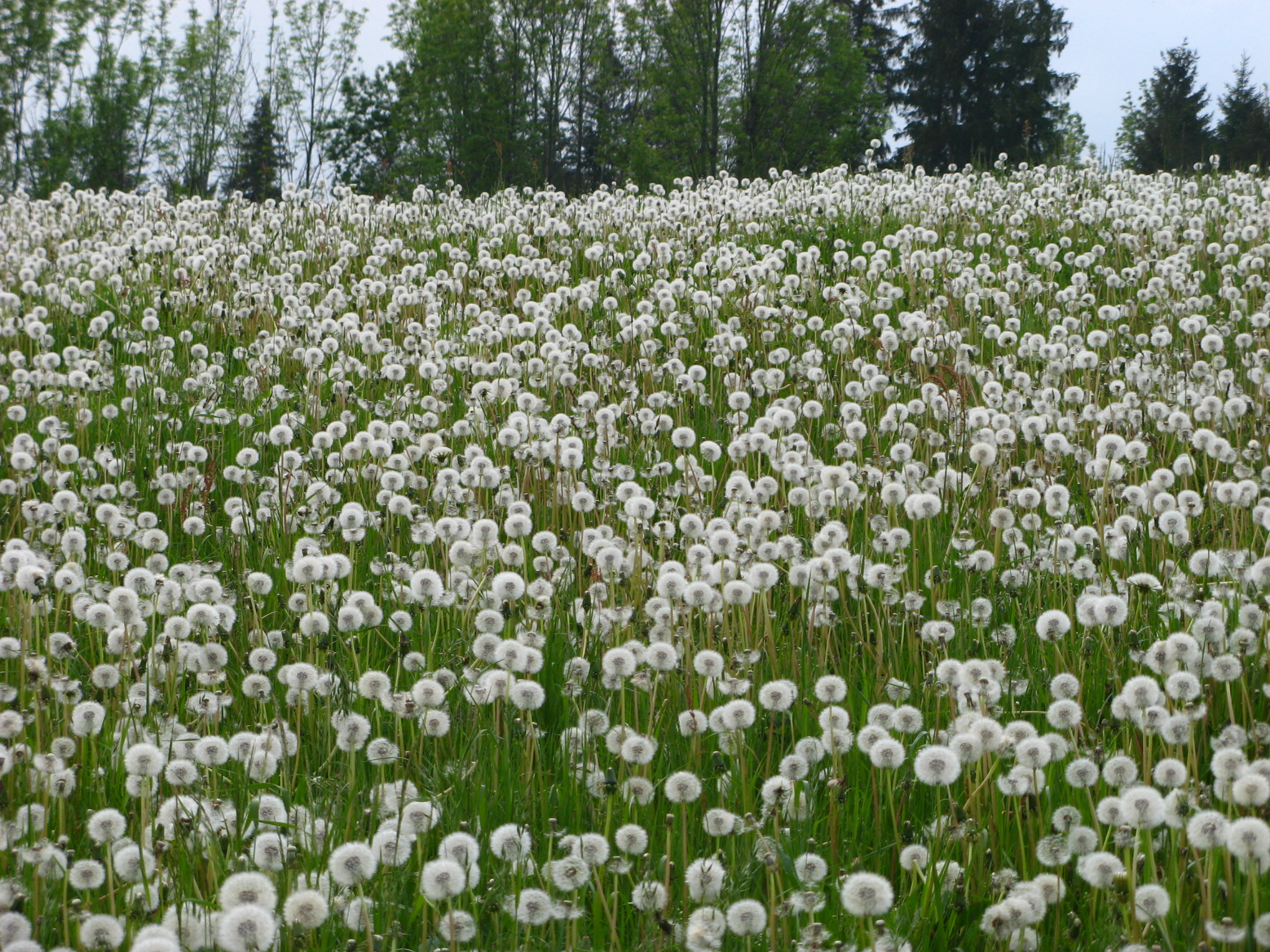
Загальний вид рослин з дозрілими сім'янками

- Кульбаба червоноплода (Т. eruthrospermum Andrz.) має довгасті перисторозсічені, розсіяноопушені листки, кошики 1—2 см у діаметрі, квітки лимонно-жовті, сім'янки темночервоні або темно-коричневі. Росте на галявинах, схилах, луках, у лісостепових і степових районах.
- Кульбаба нерівнобока (T. obliquum (Fr.) Dahlst.) має глибокоперисторозсічені, голі або трохи опушені листки, кошики 2-2,5 см у діаметрі, сім'янки блідобурувато-сірі, носик у 1,5-2 рази довший за сім'янку. Росте в тих же умовах, що й кульбаба лікарська. Поширена всією Україною.

Ці види кульбаби лікарського значення не мають, їх не слід заготовляти.

## Збирання, переробка та зберігання
Заготовлюють корені кульбаби пізно восени в фазі в'янення її листків або рано навесні. Рослини викопують лопатами, обтрушують землю, обрізають ножами залишки листків, кінчик кореня, кореневу шийку і тоненькі бокові коріння. Викопані корені миють у холодній воді, і протягом кількох днів пров'ялюють на відкритому повітрі, поки з них не перестане виділятись молочний сік. Потім сушать, розклавши тонким шаром на папері або на тканині на горищах під залізним дахом з хорошою вентиляцією або під навісами. У печах або сушарках сушать при температурі 40-50°. Вихід сухої сировини становить 33—35 % від свіжозібраних. Сухі корені пакують у тюки вагою по 50—100 кг. Зберігають у сухих добре провітрюваних приміщеннях протягом п'яти років.
При культивуванні на добре удобреному і глибоко розрихленому ґрунті її коріння досягають значно більшої довжини, ніж в дикоростучих рослин. Коріння бувають придатні до вживання на другий рік; викопують їх восени.

## Хімічний склад
Молочний сік кульбаби лікарської містить гіркі глікозиди тараксацин і тараксацерин, смолисті речовини, віск, каучук.
Листки кульбаби містять аскорбінову кислоту (50—70 мг/100 г), каротин (6—8 мг/100 г), альфа-токоферол, солі кальцію, фосфору. Знайдено також нікотинову кислоту, залізо, марганець, флавоноїдні глікозиди.
З коріння кульбаби виділено трипертенові з'єднання, Р-ситостерин, сігмастерин, інулін до 24 % (восени вміст інуліну наближається до 40 %, навесні зменшується до 2 %), холін, нікотинова кислота, яблучна кислота (2 %), нікотинамід, гіркі й дубильні речовини, цукор, вітаміни, смоли, віск, каучук (до 3 %), білки (5 %) і олію, яка містить гліцериди олеанової, пальмітинової, лінолевої, мелісової і церотинової кислот.

## Практичне використання
Лікарська, вітамінозна, харчова, медоносна, технічна і косметична рослина.

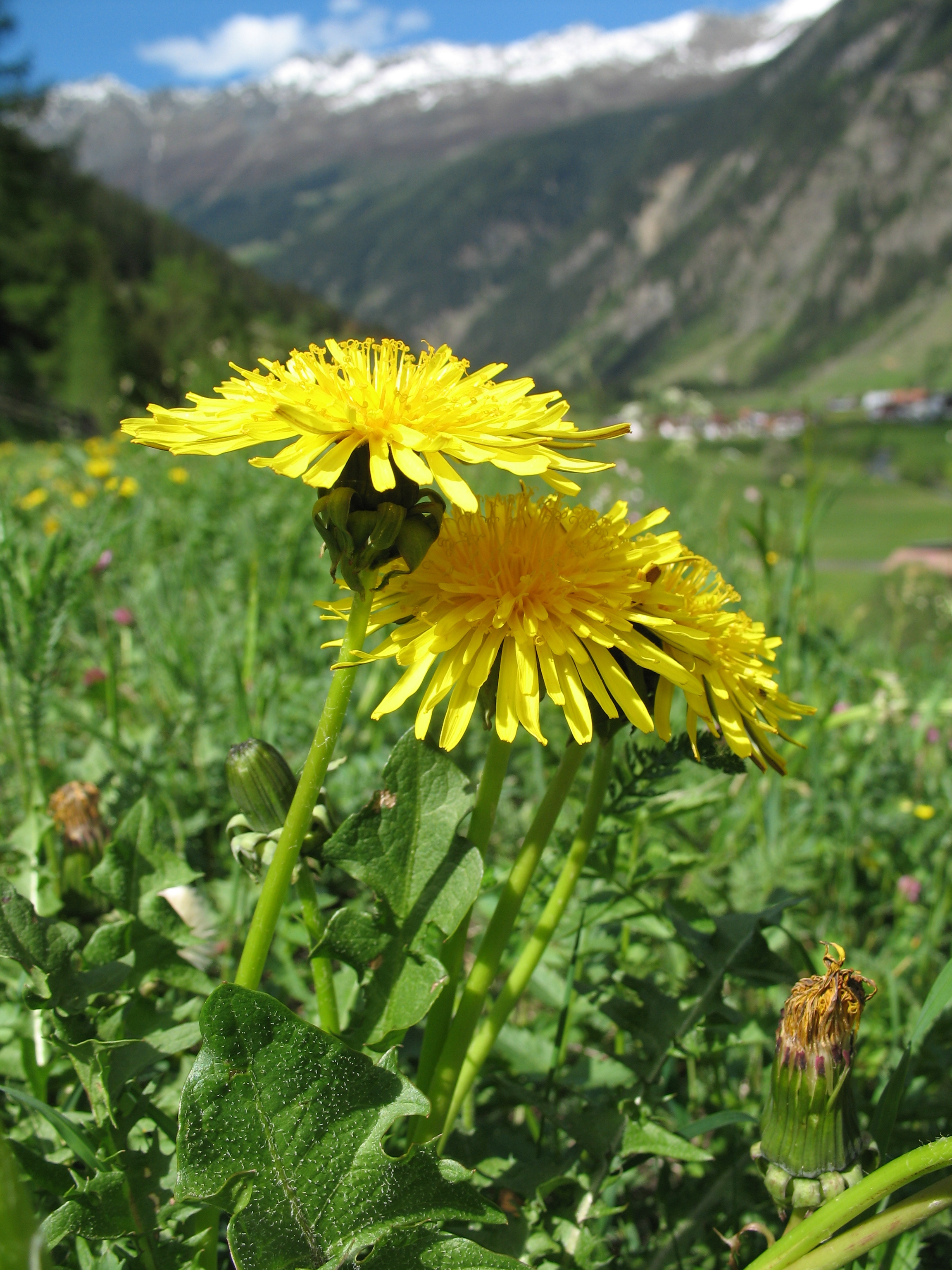

### У медицині
У науковій медицині використовують корінь кульбаби — лат. Radix Taraxaci i листки — лат. Folium Тагахасі. З них готують порошки, екстракти, відвари; їх включають разом з хвощем, деревієм та іншими травами до складу шлункових і апетитних чаїв. Їх рекомендують як апетитний, жовчогінний і проносний засіб, що поліпшує травлення при запорах.
Галенові препарати з коріння кульбаби або свіжі її корені використовують для збудження апетиту і покращення травлення, в тому числі для покращення секреторної і моторної діяльності шлунку і кишки, для підвищення жовчовідділення і секреції травних залоз. Як самостійно, так і в суміші з іншими жовчогінними засобами застосовують при холециститах, гепатохолециститах, анацидних гастритах, ускладненнях патологій гепатобіліарної системи і хронічними запорами.
Екстракт кульбаби густий використовують при виготовленні пілюль.
Препарати цикорію дикого та кульбаби лікарської досить ефективні при лікуванні хворих з жировою інфільтрацією печінки. Корінь кульбаби лікарської в суміші з листками кропиви дводомної використовується також для поліпшення лактації у породіль.
У народній медицині цю рослину застосовують як апетитний, кровоочисний, сечогінний, жовчогінний, проносний засіб, при хворобах жовчного міхура, печінки, при водянці, діабеті, базедовій хворобі, геморої, хворобах нирок і сечового міхура, для поліпшення обміну речовин. Корені застосовують при венеричних хворобах, болях у животі, квітки — при ревматизмі, підвищеному тиску крові, безсонні. Молочним соком закапують очі при трахомі, запаленні очей, застосовують його при сухій екземі.

### У косметиці
З косметичною метою використовують напар з квіток кульбаби, ними зводять бородавки, пігментні плями і ластовиння, кульбаба входить до складу противугревого лосьйону.
Здавна використовують у народній медицині сік кореня кульбаби для виведення ластовиння і пігментних плям на обличчі.
При укусі бджоли, молочний сік кульбаби позбавляє болю і набряку.
Листки кульбаби містять вітамін С (50-70 мг %), каротин (6-8 мг%), вітамін Е, солі заліза, кальцію і фосфору. Відвари з них застосовують як вітамінний засіб при недокрів'ї, знесиленні, порушенні обміну речовин.

### У харчуванні

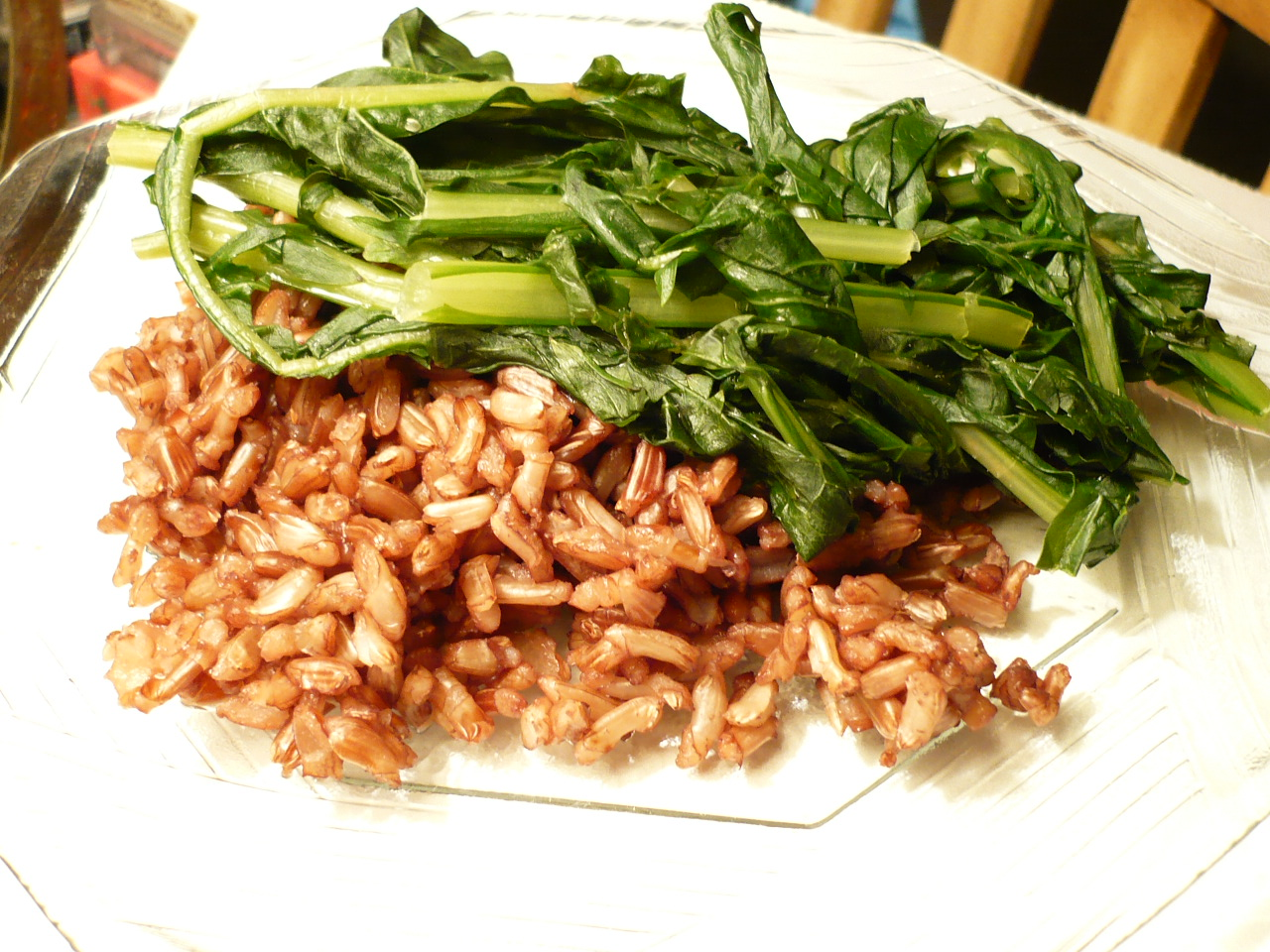
Зелень кульбаби у харчуванні

Свіжі листки придатні для салатів після попереднього вимочування в солоній воді, їх можна маринувати в оцті й додавати до овочевих страв як приправу. На смак зелень кульбаби дещо гіркувата. Щоб зменшити гіркоту, рослину перед зриванням накривають від сонячного проміння. Молоді листки ще прикриті торішнім листям і травою відзначаються світлішим забарвленням і ніжністю. Вони не такі гіркі та придатні для салатів.
Маринують і пуп'янки кульбаби, вживають їх замість каперсів (які кладуть в солянки й вінегрети). Салат із листя кульбаби з майонезом, олією, сіллю та гірчицею має у Франції назву «пісанлі» (фр. salade de pissenlit, дослівно «салат з кульбаби») і вважається справжнім делікатесом. Листя кульбаби є інгредієнтом гіркувато-кислого на смак ліонського салату. Варене листя кульбаби з соусом вживають у їжу в Лівані та Туреччині під назвою «хіндіба» (Hindbeh).
Їдять і корені кульбаби, попередньо проварені у двох водах з додаванням оцту.
З коренів готують сурогат кави, а цукор, що міститься в них, при підсмажуванні карамелізується й надає відвару аромату й кавового забарвлення. Інулін при підсмажуванні перетворюється на цукор. Розрізане вздовж коріння кульбаби висушують, потім підсмажують до почервоніння й хрустіння. Підсмажені корені кульбаби солодкуваті, з ними можна пити чай. Підсмажені корені розмелюють і вживають як каву.
У Франції вивели кілька культурних сортів кульбаби, що відрізняються своїми розмірами, листям і щільністю бутонів. За даними французького щорічника департаменту землеробства ще в 1930-х роках у західних районах Франції плантації кульбаби займали близько 150 тис гектарів. Культивують також в Іспанії.
Кульбаба як медоносна рослина дає велику кількість пилку, багатого на білки. Починаючи з ранньої весни бджоли збирають з неї пилок, поповнюючи запаси азотистих речовин, необхідних для годування молодих робочих бджіл. Мед з кульбаби густий, швидко кристалізується, забарвлення від яскраво-жовтого до темно-бурштинового кольору. Сильні сім'ї, підвезені до масивів кульбаби, збирають в день по 3 кг нектару. Один кошик дає 0,5 мг цукру. Медопродуктивність 4,3 кг/га.
Літні листки кульбаби — добрий корм для кролів, цінна силосна рослина. На пасовищах вона не бажана.

## У культурі
- «Божа кульбабка» (кульбабця, кульбабка) — жартівливе найменування тихеньких, благеньких старих жінок: «Діти не думають про завтрашній день, вони не прораховують своїх кроків навіть на дещицю наперед. Чи вони діти, чи здитинілі старі? Ті Божі кульбабки також не від світу цього» (Г. Паламарчук); «Бабуся моя, Лізавета, поїла бідаку чаєм, про неї нічого й говорити — кульбабка, та й годі» (Олесь Ульяненко)[3].
- «Кульбабове вино» — роман Рея Бредбері

## Галерея

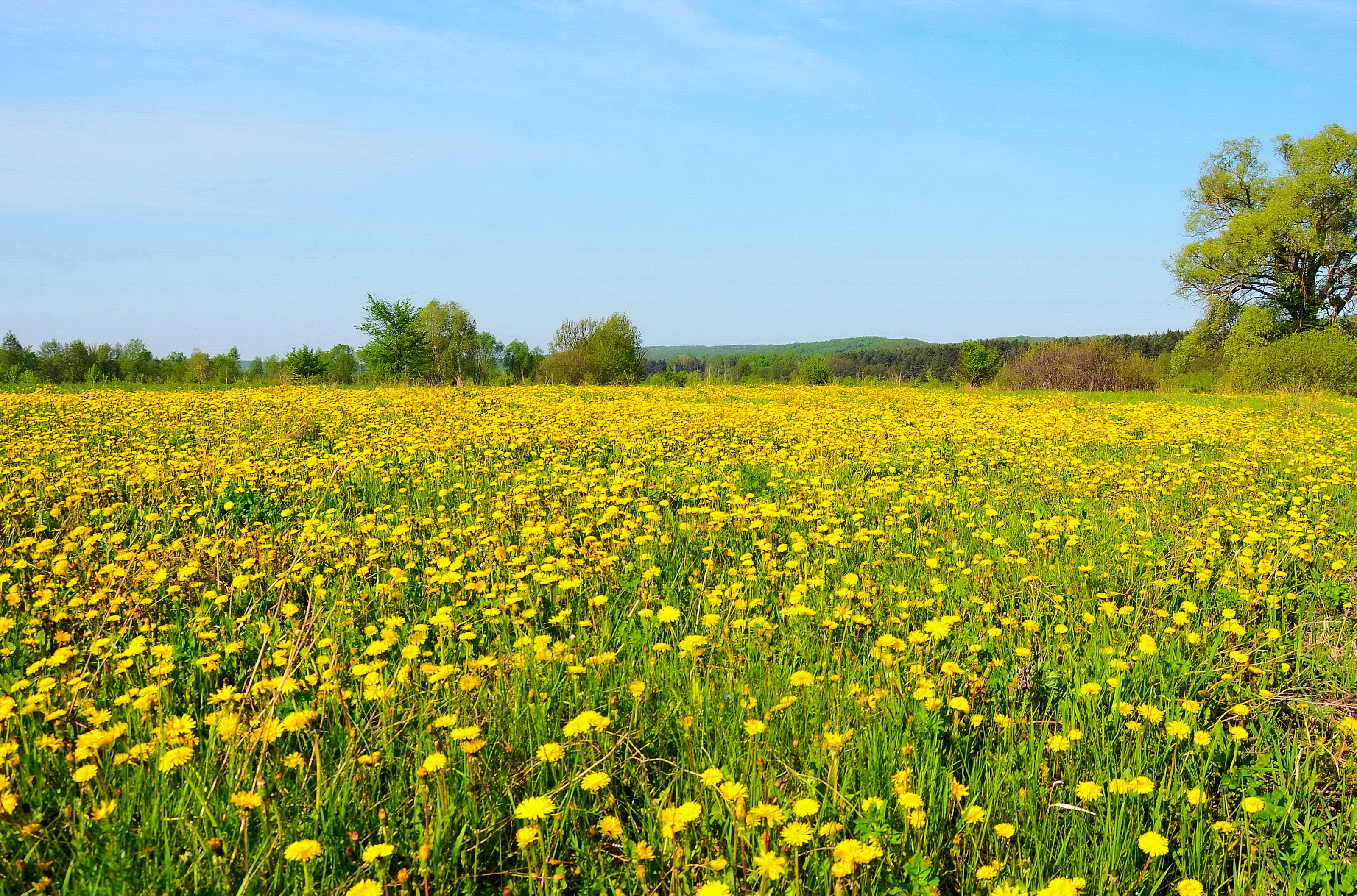
Кульбаба на просторах Сумщини

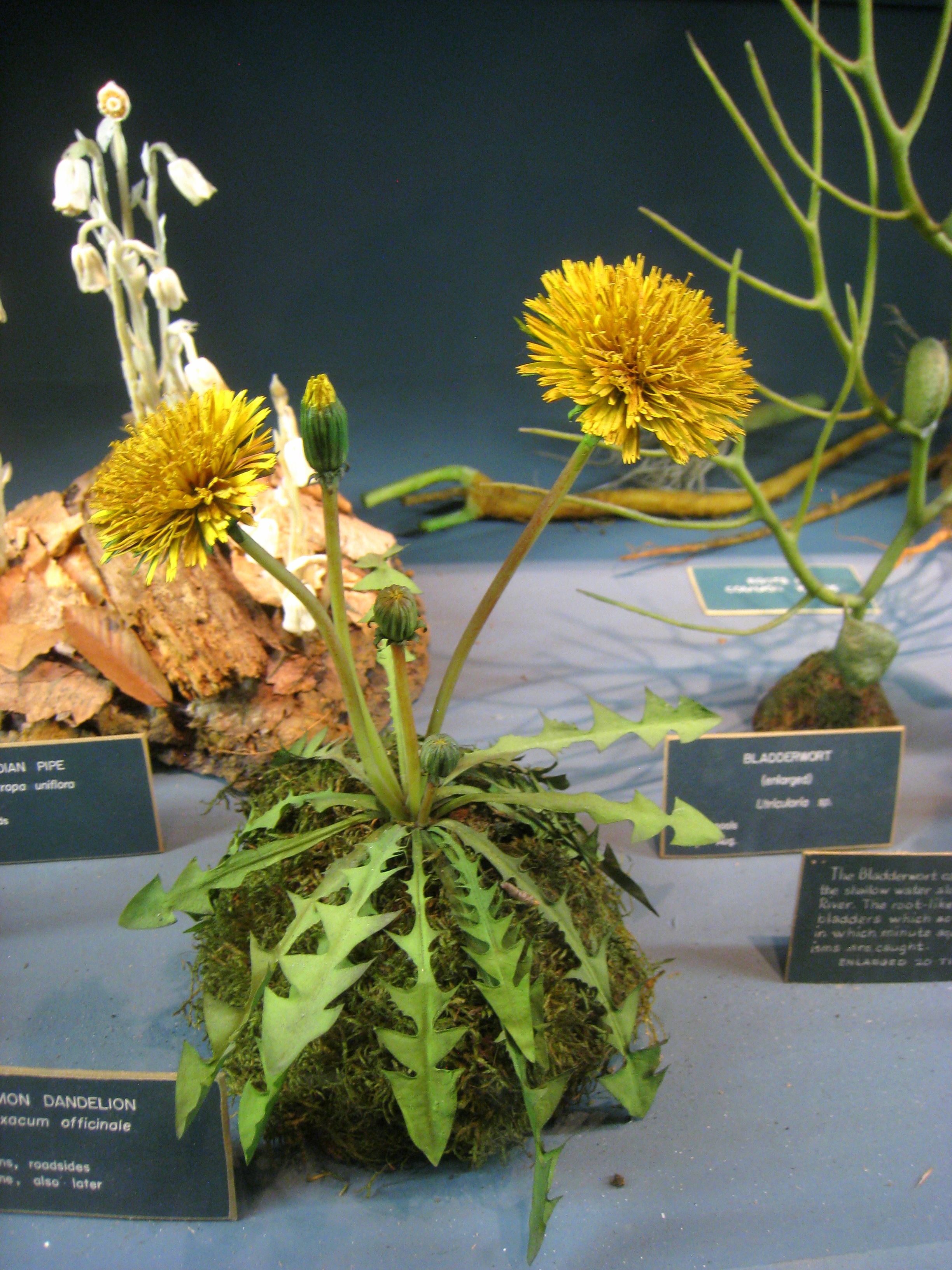
Кульбаба в горщечку
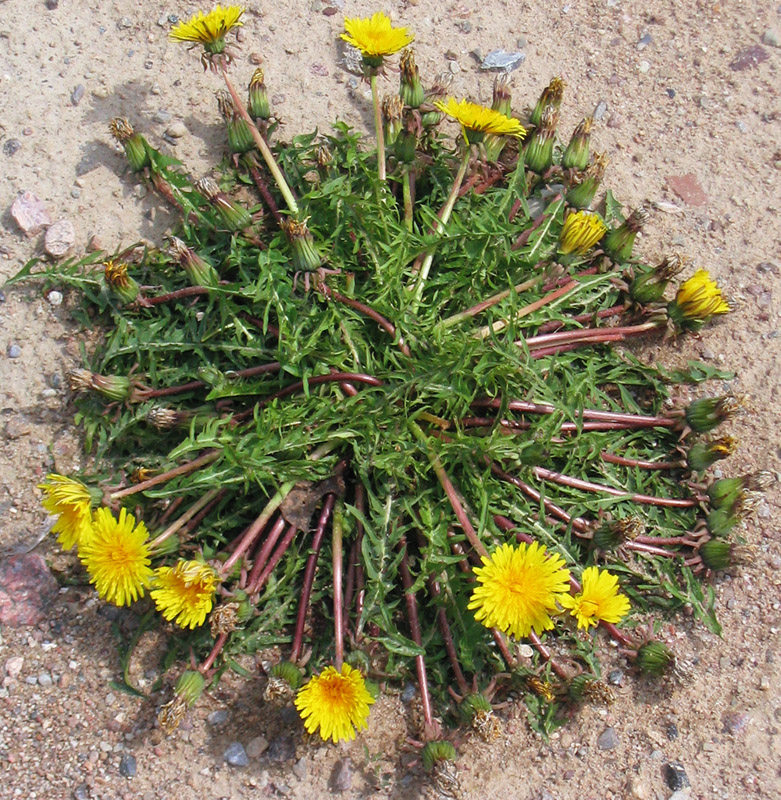
Велика кульбаба
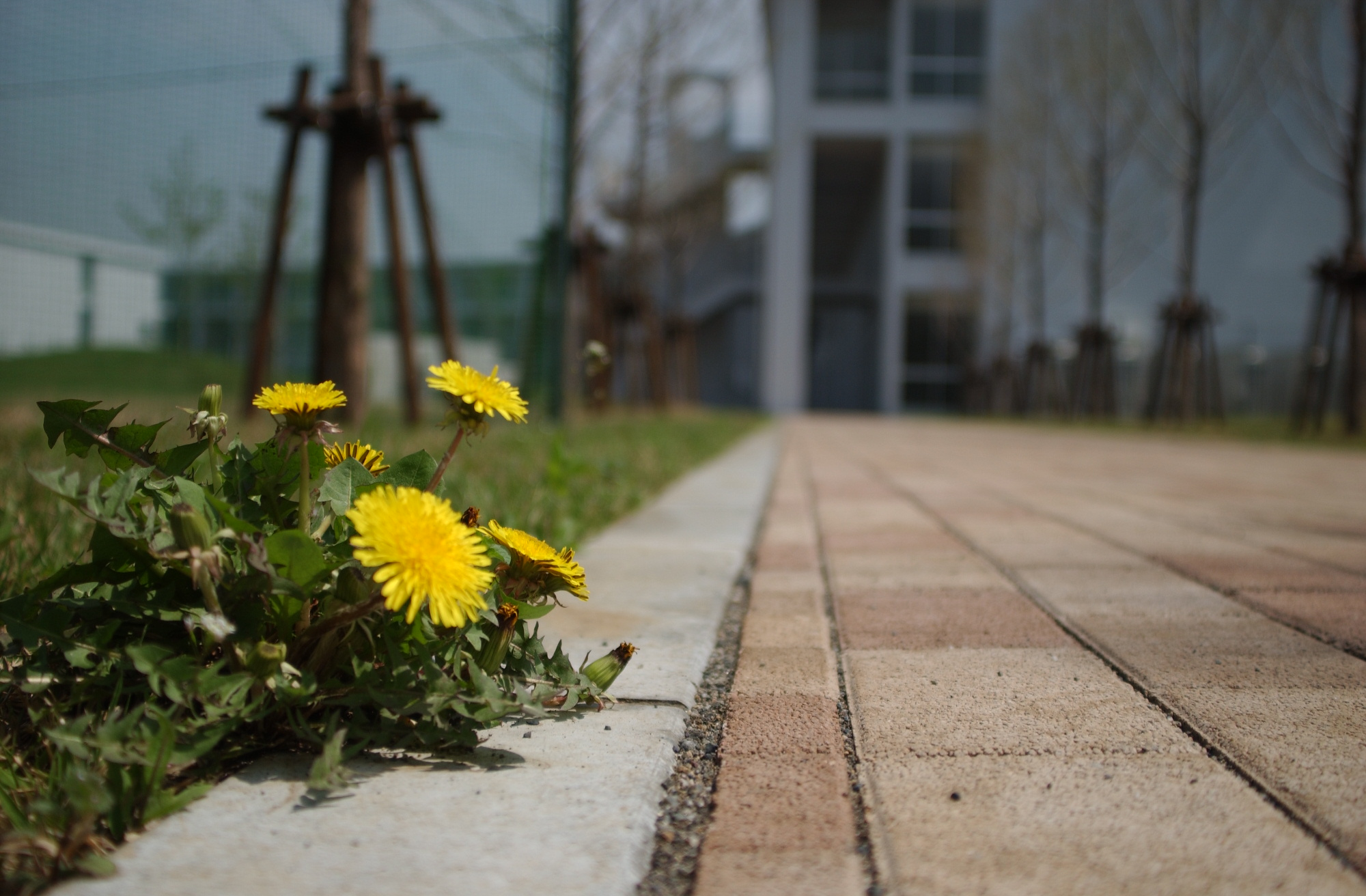
Кульбаба на узбіччі тротуару
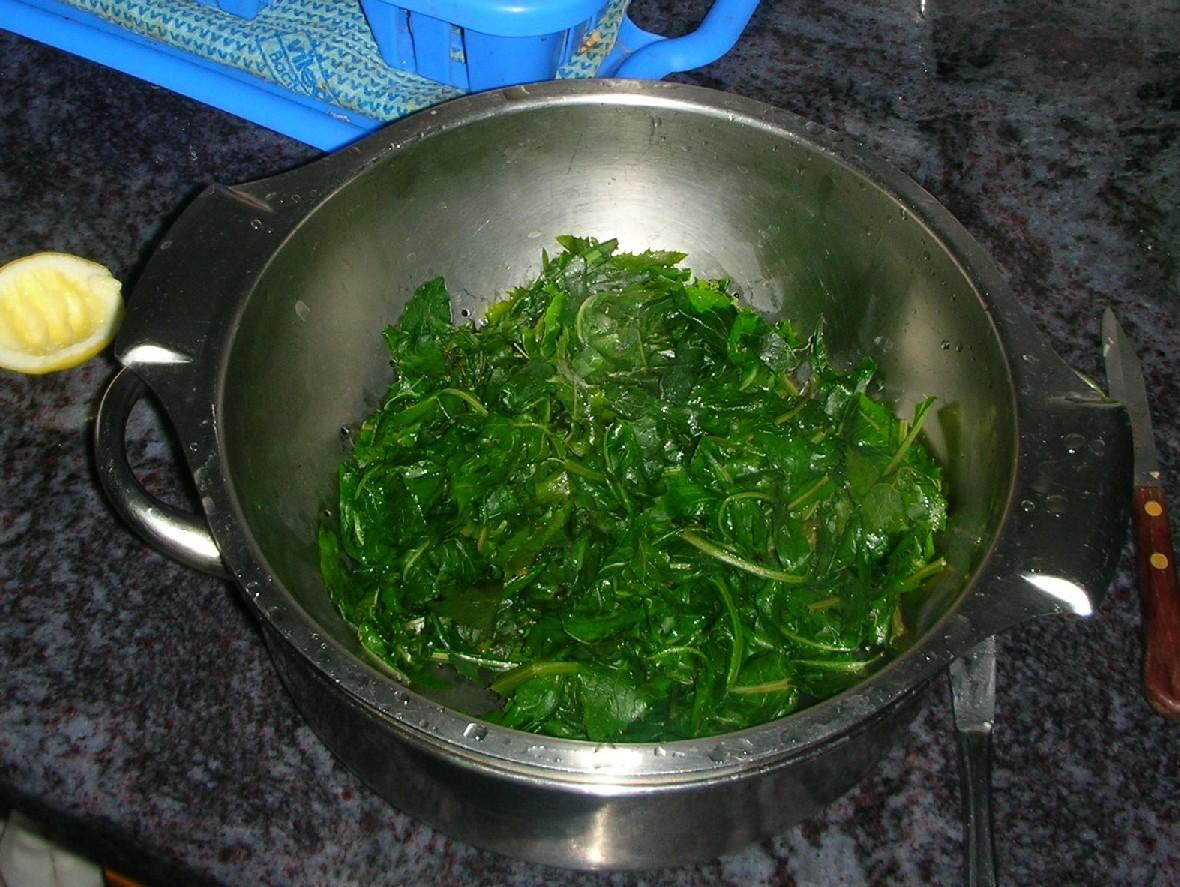
Суміш вареного листя осоту городнього (Sonchus oleraceus) і кульбаби лікарської (Taraxacum officinale), зазвичай використовується в грецькій кухні
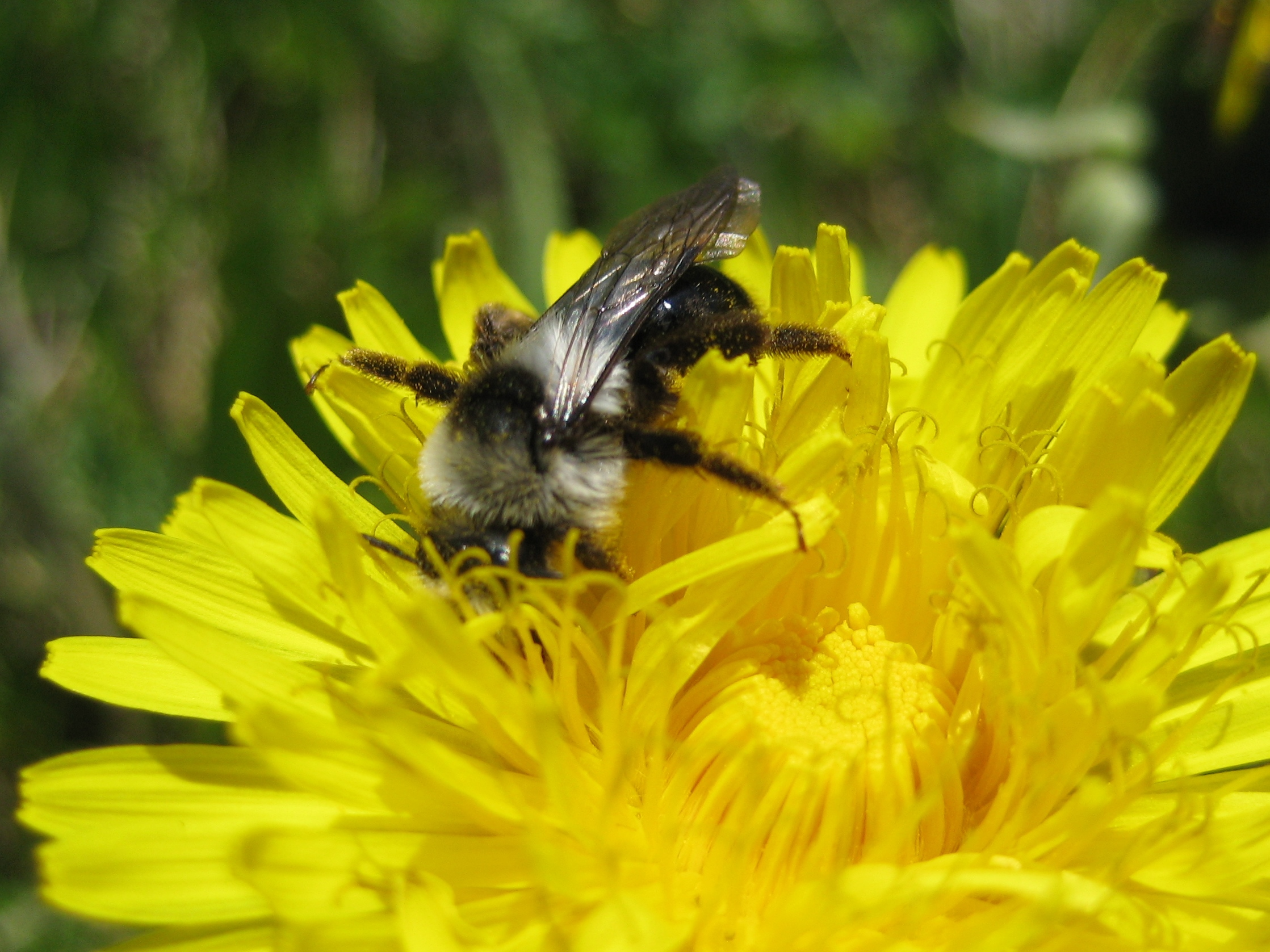
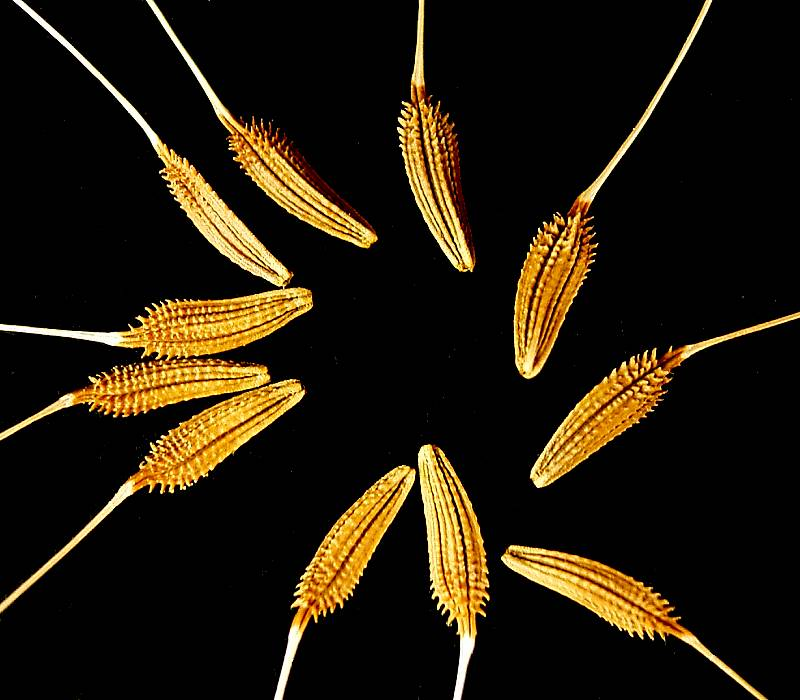
Насіння кульбаби
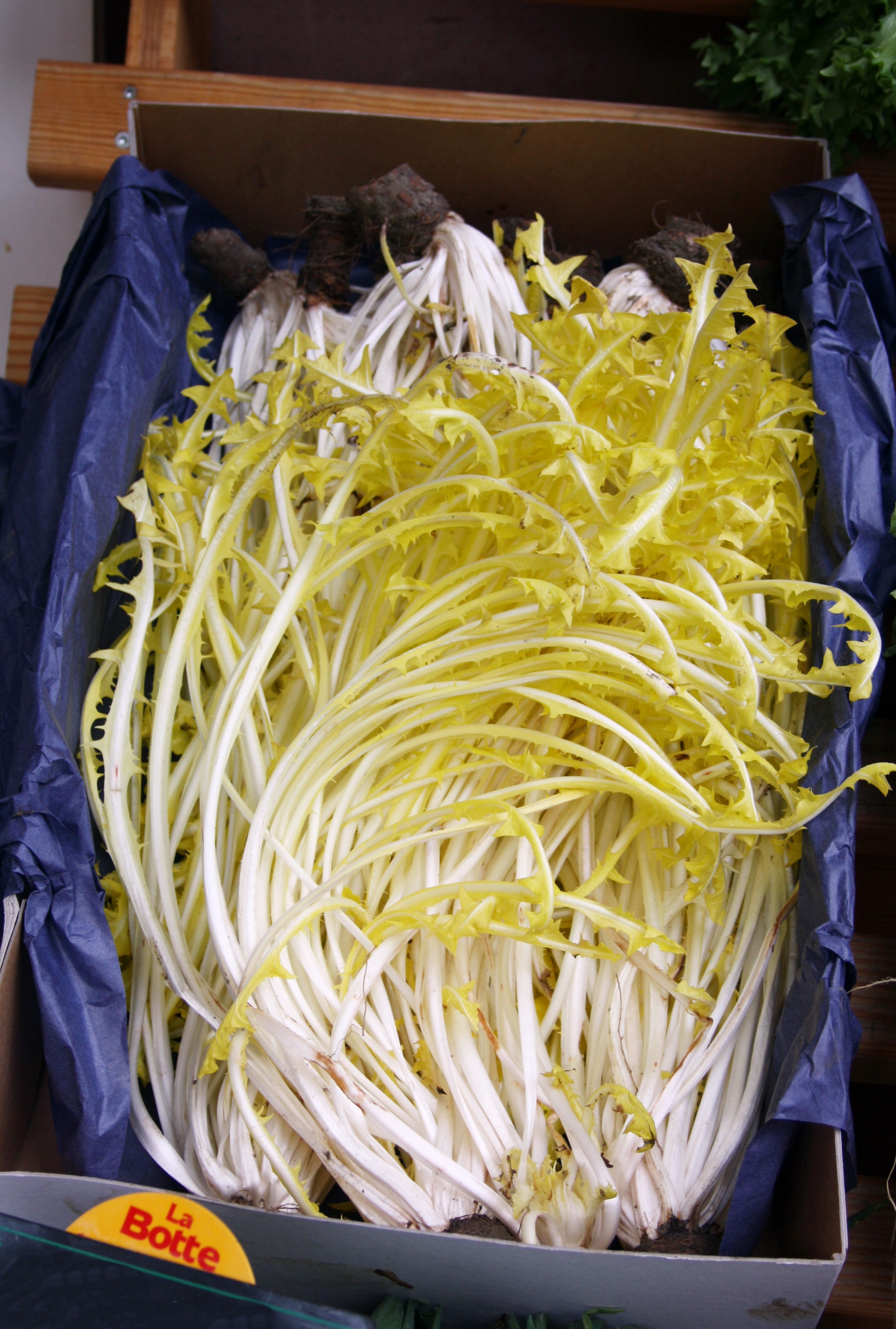
Листя кульбаби. Пропозиція в овочевому бізнесі